# Ixión

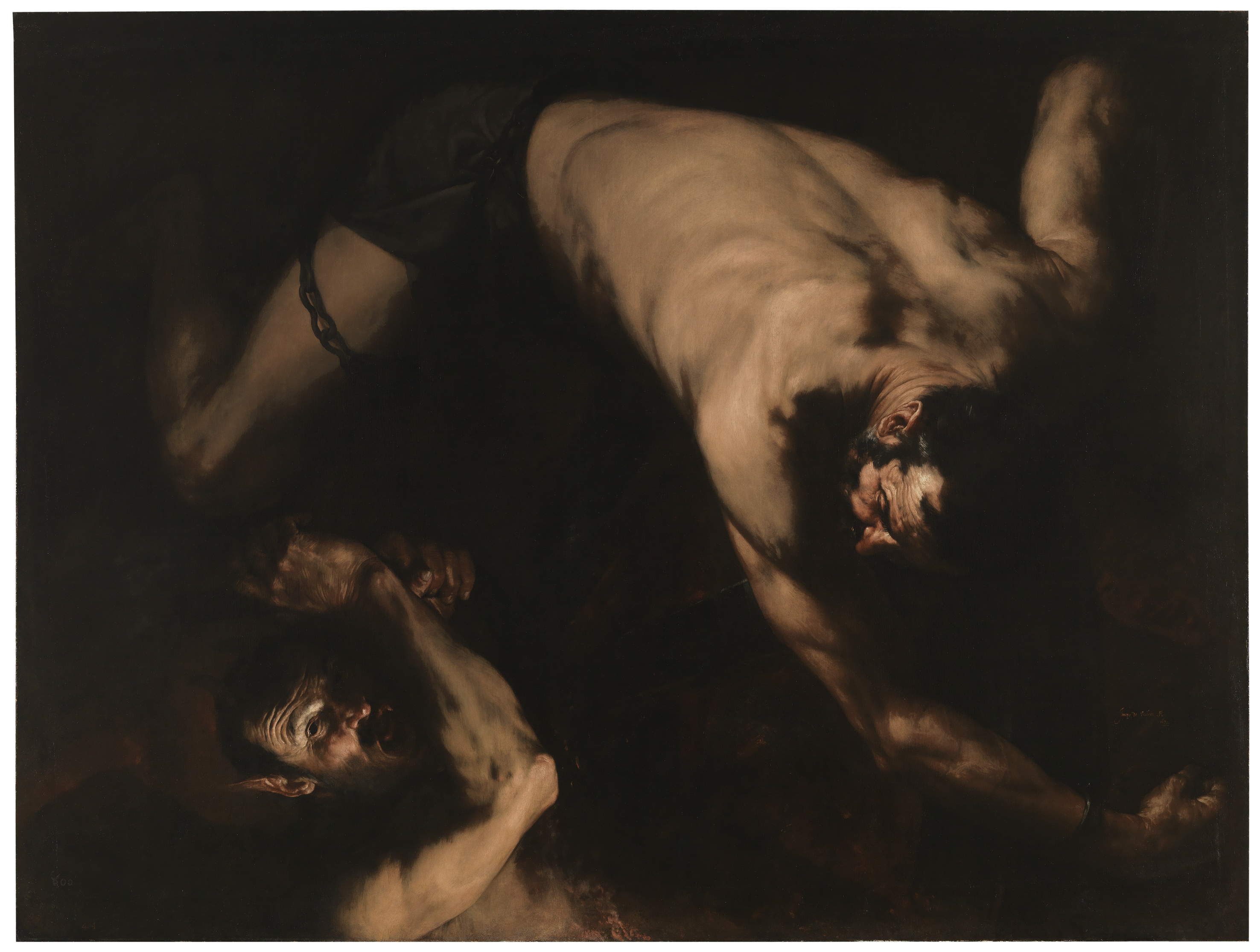
Ixión (1632), por José de Ribera (Museo del Prado).

En la mitología griega, Ixión (en griego antiguo: Ἰξίων, Ixíon) era uno de los lápitas, rey de Girtón y caudillo de los pueblos magnesios o perrebios. Es uno de los ejemplos de rey impío en la cultura clásica. Ixión no tiene una ascendencia establecida, y así lo imaginan como hijo de Flegias, o de un tal Leonteo, o bien de Antión y Perimela, hija de Amitaón. Aún otros más dicen que desciende de Pisión, Ares o Aetón. En un templo de Cícico se nos dice que Ixión mató a Forbante y Polimelo pues estos habían matado a la madre de Ixión, Megara (la «grande»).  En fuentes tardías se dice que Ixión era uno de los gigantes.

## Matanza de Deyoneo
Ixión prometió al rey Eyoneo o Deyoneo un valioso regalo si le permitía casarse con su hija Día, pero tras la boda nunca cumplió su promesa, por lo que su suegro, en compensación, le tomó en prenda sus yeguas. Ixión, disimulando su resentimiento, invitó a Deyoneo a una fiesta en Larisa, prometiéndole el pago de la deuda, pero una vez que lo tuvo en su casa, lo arrojó a un foso lleno de carbones ardiendo. Este crimen, que vulneraba las leyes sagradas de la hospitalidad, horrorizó tanto a los reyes vecinos que ninguno quiso purificarle, obligando a Ixión a vivir escondido y huyendo del trato de los demás. Tuvo como hijo a Pirítoo, unido a Día, pero otros dicen que Zeus fue el auténtico padre. De de Pirítoo también se dice que es hermano de los centauros.

## Intento de seducción de Hera

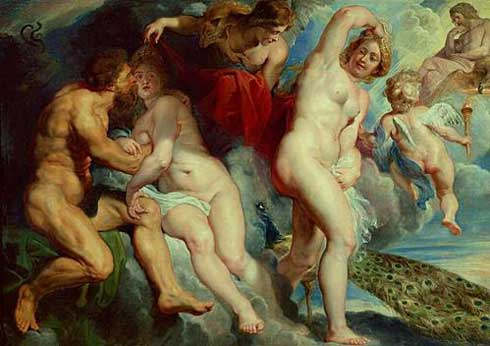
Ixión y Néfele (1615), por Pedro Pablo Rubens.

Abandonado y aborrecido por todos a causa del asesinato de Deyoneo, imploró perdón al dios Zeus, que se apiadó de él acordándose de que hasta los mismos dioses hacían locuras por amor y, purificándole, le invitó a la mesa de los dioses. Pero Ixión, lejos de estar agradecido, intentó seducir o violar a la diosa Hera, la mujer de su propio anfitrión, Zeus, que indignada se lo contó a su marido. Zeus no podía creer que un humano al que había dado su perdón y cobijo fuera capaz de tamaño atrevimiento, por lo que, para probar si sus intenciones eran verdaderas, creó una nube con la forma de su mujer y la hizo aparecer ante Ixión, que cayó en la trampa. De la unión de Ixión y la falsa Hera, llamada Néfele (la Nube), nació el niño Centauro, que cuando llegó a adulto engendró con yeguas de Magnesia la raza de los hombres-caballo o centauros, que por eso eran también llamados ixiónidas. Otros dicen que también nació Imbro. También se dice que Ixión y Nube fueron los padres de los centauros Euritión y Neso. Una versión tardía dice que Ixión fue padre del propio Quirón.

## Castigo

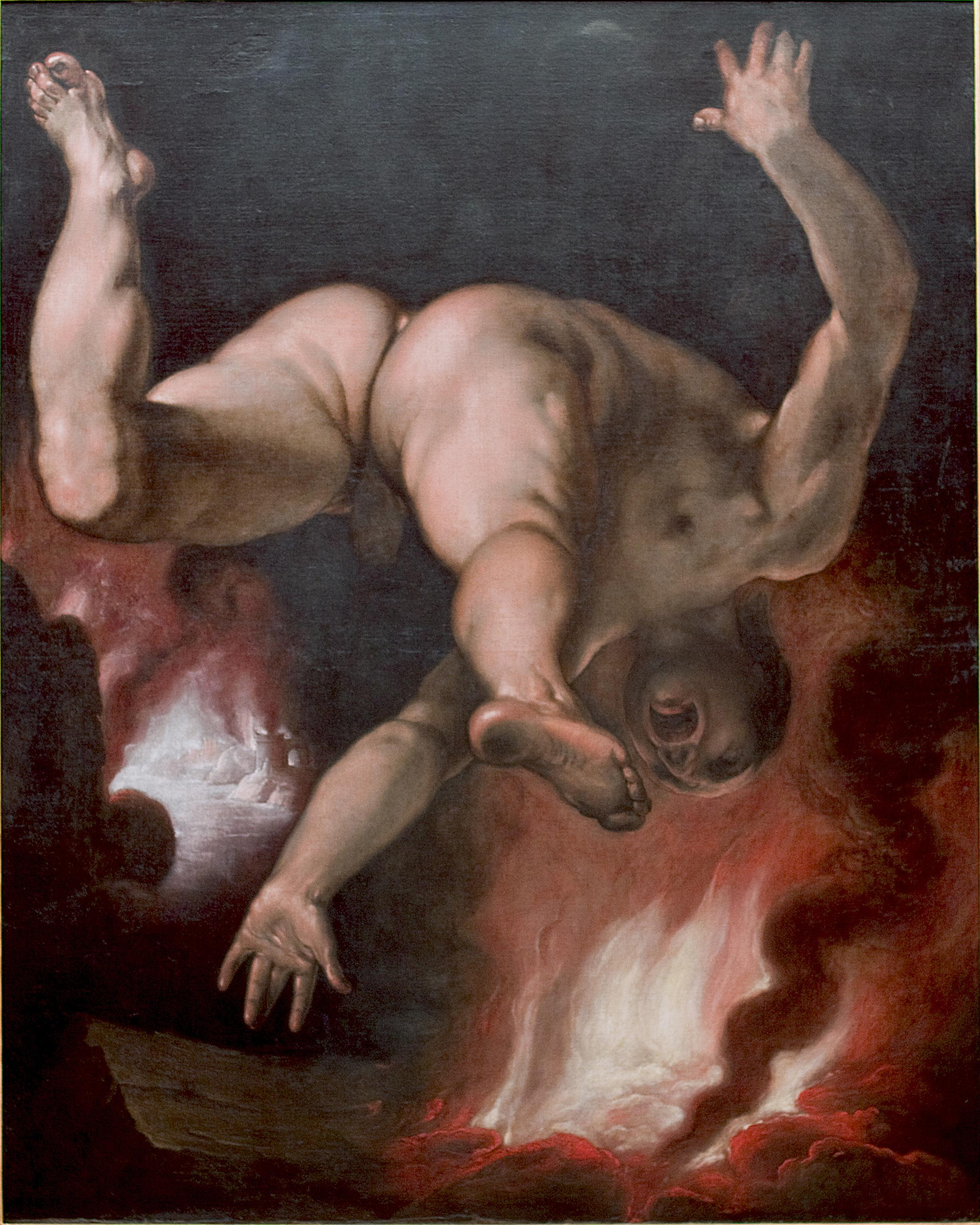
"La Caída de Ixión" obra de Cornelis van Haarlem,ca 1588.

Zeus, aunque enfurecido, pensó que beber el néctar de los dioses había trastocado a Ixión, por lo que se conformó con desterrarlo. Pero cuando vio que el ingrato presumía de haber seducido a Hera, lo mató con un rayo (la única forma de morir que tenían los que habían probado la ambrosía), y lo condenó al Tártaro, donde Hermes lo ató con serpientes a una rueda ardiente que daba vueltas sin cesar. Solo descansó de su tormento el tiempo que Orfeo estuvo en los infiernos, pues su maravilloso y hermoso canto hizo que se parara la rueda.